# South Dandalup River
South Dandalup River är ett vattendrag i Australien. Det ligger i delstaten Western Australia, omkring 70 kilometer söder om delstatshuvudstaden Perth.
Trakten runt South Dandalup River består till största delen av jordbruksmark. Runt South Dandalup River är det mycket glesbefolkat, med 5 invånare per kvadratkilometer. Genomsnittlig årsnederbörd är 1 043 millimeter. Den regnigaste månaden är maj, med i genomsnitt 187 mm nederbörd, och den torraste är februari, med 6 mm nederbörd.